# Somerville (Texas)
Somerville is een plaats (city) in de Amerikaanse staat Texas, en valt bestuurlijk gezien onder Burleson County.

## Demografie
Bij de volkstelling in 2000 werd het aantal inwoners vastgesteld op 1704.
In 2006 is het aantal inwoners door het United States Census Bureau geschat op 1722, een stijging van 18 (1,1%).

## Geografie
Volgens het United States Census Bureau beslaat de plaats een oppervlakte van
7,7 km², geheel bestaande uit land. Somerville ligt op ongeveer 89 m boven zeeniveau.

## Plaatsen in de nabije omgeving
De onderstaande figuur toont nabijgelegen plaatsen in een straal van 28 km rond Somerville.